# Raphael Lea'i
Raphael Ohanua Lea'i Jr. (Honiara, 9 september 2003) is een Salomonseilands voetballer die speelt als spits voor Wollongong Wolves en het nationale team van de Salomonseilanden.

## Clubcarrière

### Salomonseilanden en proefperiodes
Lea'i begon op twaalfjarige leeftijd met futsal en speelde voor Kossa FC voordat hij naar Marist FC ging.
Na veelbelovende prestaties op internationaal niveau viel Lea'i op bij verschillende buitenlandse clubs, waaronder de Argentijnse Primera División-club Deportivo Godoy Cruz en de Australische A-League-club Brisbane Roar FC. Beide clubs boden hem een proefperiode aan, maar vanwege de FIFA-regelgeving voor jeugdvoetballers kon hij er geen professioneel contract voor zijn 18e verjaardag tekenen.
Aan het eind van 2018 maakte Lea'i zijn debuut bij de eerste ploeg van Marist FC. In zijn debuutcampagne scoorde hij vier doelpunten in zes wedstrijden in de S-League van 2018. In 2019 kreeg Lea'i een studiebeurs aangeboden bij een Nieuw-Zeelandse school (Scots College). Deze school had een samenwerking met de A-League club Wellington Phoenix. Hoewel vanwege de FIFA-wetten zijn transfer niet mogelijk was, speelde hij mee in de lokale Wellington high school-league. Hier werd hij clubtopscorer met 15 doelpunten.
Na zijn tijd in Nieuw-Zeeland tekende Lea'i bij Henderson Eels FC. In zijn eerste seizoen scoorde hij 24 doelpunten in zeven wedstrijden, waaronder 11 doelpunten in een enkele wedstrijd tegen Real Kakamora FC. Aan het einde van het seizoen werd Lea'i uitgenodigd voor een proefperiode bij de A-League club Melbourne Victory. In het begin van het seizoen 2021-2022 kreeg hij opnieuw een proefperiode aangeboden bij de Turkse Süper Lig-club Alanyaspor, maar vanwege visumproblemen kon dit niet doorgaan.

### Velež Mostar
In januari 2023 werd aangekondigd dat Lea'i naar Europa zou reiden om te testen bij Velež Mostar. Aanvankelijk werd gemeld dat dit slechts een voorbereiding was op de lang geplande proefperiode bij Alanyaspor. Hij was zelfs in Turkije. Later werd echter verduidelijkt dat Lea'i met Mostar in Turkije was als onderdeel van zijn proefperiode bij de club. Na een succesvolle testwedstrijd tegen NK Neretvanac Opuzen, een vierdeklasser uit Kroatië, tekende Lea'i een contract bij de club tot juni 2024. Hiermee werd Lea'i de eerste voetballer uit de Salomonseilanden die tekende voor een professionele club in Europa. Zijn contract werd niet verlengd.

### Australië
Na een jaar clubloos te zijn geweest sloot Lea'i medio 2024 aan bij Adelaide City FC. In januari 2025 maakte hij de overstap naar Wollongong Wolves. Beide teams komen uit op het tweede niveau van Australië.

## Nationale ploeg
Op 14-jarige leeftijd werd Lea'i geselecteerd voor het OFC Youth Futsal Tournament in 2017. Hoewel hij drie jaar jonger was dan de meeste van zijn tegenstanders, werd hij uitgeroepen tot de beste speler van het toernooi en de topscorer, met 34 doelpunten in zes wedstrijden. Dankzij zijn inzet wisten de Salomonseilanden het toernooi ongeslagen te winnen en zich te kwalificeren voor de Olympische Jeugdspelen in Argentinië in 2018. Op de Olympische Jeugdspelen scoorde Lea'i zeven doelpunten, maar helaas werd het team uitgeschakeld in de groepsfase.
In september 2018 werd Lea'i geselecteerd voor het OFC U-16 Championship, dat in zijn geboortestad Honiara werd gehouden. Hij was opnieuw een sleutelspeler voor het team van de Salomonseilanden en scoorde zeven doelpunten in drie opeenvolgende 5-0 overwinningen (waaronder tegen Nieuw-Zeeland). Als gevolg daarvan kwalificeerde de Salomonseilanden zich voor het FIFA U-17 World Cup 2019-toernooi door Fiji met 3-1 te verslaan in de halve finale. In de finale miste Lea'i een penalty vlak voor het einde van de reguliere speeltijd, waardoor (opnieuw) Nieuw-Zeeland uiteindelijk met 5-4 won in de strafschoppenreeks.
In voorbereiding op het FIFA U-17 World Cup 2019-toernooi, werd Lea'i geselecteerd om deel te nemen aan het U-17 Minsk-toernooi 2019. Hij scoorde in alle drie de wedstrijden; een doelpunt in een 2-1 overwinning op Moldavië, evenals een doelpunt in een 1-1 gelijkspel tegen Wit-Rusland en beide doelpunten in een 2-2 gelijkspel tegen Kazachstan.
Op het FIFA U-17 World Cup 2019-toernooi speelde Lea'i in alle drie de wedstrijden - tegen Italië, Paraguay en Mexico - maar het team van de Solomonseilanden werd uitgeschakeld in de groepsfase.
In 2022 was Lea'i van belangrijke waarde voor de Salomonseilanden tijdens de kwalificatie voor het FIFA Wereldkampioenschap. Tijdens de kwalificatiewedstrijd tegen Tahiti scoorde Lea'i alle drie de doelpunten in een 3-1 overwinning, waarmee hij het team bovenaan Groep A plaatste en zich kwalificeerde voor de halve finales als groepswinnaar.

## Clubstatistieken
| Seizoen | Club              | Competitie    | Competitie | Competitie | Beker | Beker | Internationaal | Internationaal | Totaal | Totaal |
| Seizoen | Club              | Competitie    | Wed.       | Dlp.       | Wed.  | Dlp.  | Wed.           | Dlp.           | Wed.   | Dlp.   |
| ------- | ----------------- | ------------- | ---------- | ---------- | ----- | ----- | -------------- | -------------- | ------ | ------ |
| 2018    | Marist FC         | S-League      | 6          | 4          | 0     | 0     | —              | —              | 6      | 4      |
| 2019/20 | Henderson Eels FC | S-League      | 7          | 24         | 0     | 0     | 3              | 2              | 10     | 26     |
| 2020/21 | Henderson Eels FC | S-League      | 20         | 33         | 0     | 0     | —              | —              | 20     | 33     |
| 2021    | Henderson Eels FC | S-League      | 7          | 12         | 0     | 0     | —              | —              | 7      | 12     |
| 2022/23 | Henderson Eels FC | S-League      | 10         | 22         | 0     | 0     | —              | —              | 10     | 22     |
| 2022/23 | FK Velež Mostar   | Premijer Liga | 6          | 0          | 1     | 0     | —              | —              | 7      | 0      |
| TOTAAL  | TOTAAL            | TOTAAL        | 56         | 95         | 1     | 0     | 3              | 2              | 60     | 97     |

Bijgewerkt t/m 5 mei 2023.